# 634
634 (DCXXXIV) var ett normalår som började en lördag i den julianska kalendern.

## Händelser

### Okänt datum
- Umar ibn al-Khattab blir kalif.

## Födda
- Klodvig II, frankisk kung av Neustrien och Burgund 639–657 (född detta år, 635 eller 637)

## Avlidna
- Keadwalla, kelternas siste berömde hjälte, stupar vid Hexham (slaget vid Heavenfield).